# Athos-Aspis
Athos-Aspis är en kommun i departementet Pyrénées-Atlantiques i regionen Nouvelle-Aquitaine i sydvästra Frankrike. Kommunen ligger i kantonen Sauveterre-de-Béarn som tillhör arrondissementet Oloron-Sainte-Marie. År 2022 hade Athos-Aspis 211 invånare.

## Befolkningsutveckling
Antalet invånare i kommunen Athos-Aspis
| Referens: INSEE |